# Ghawazi

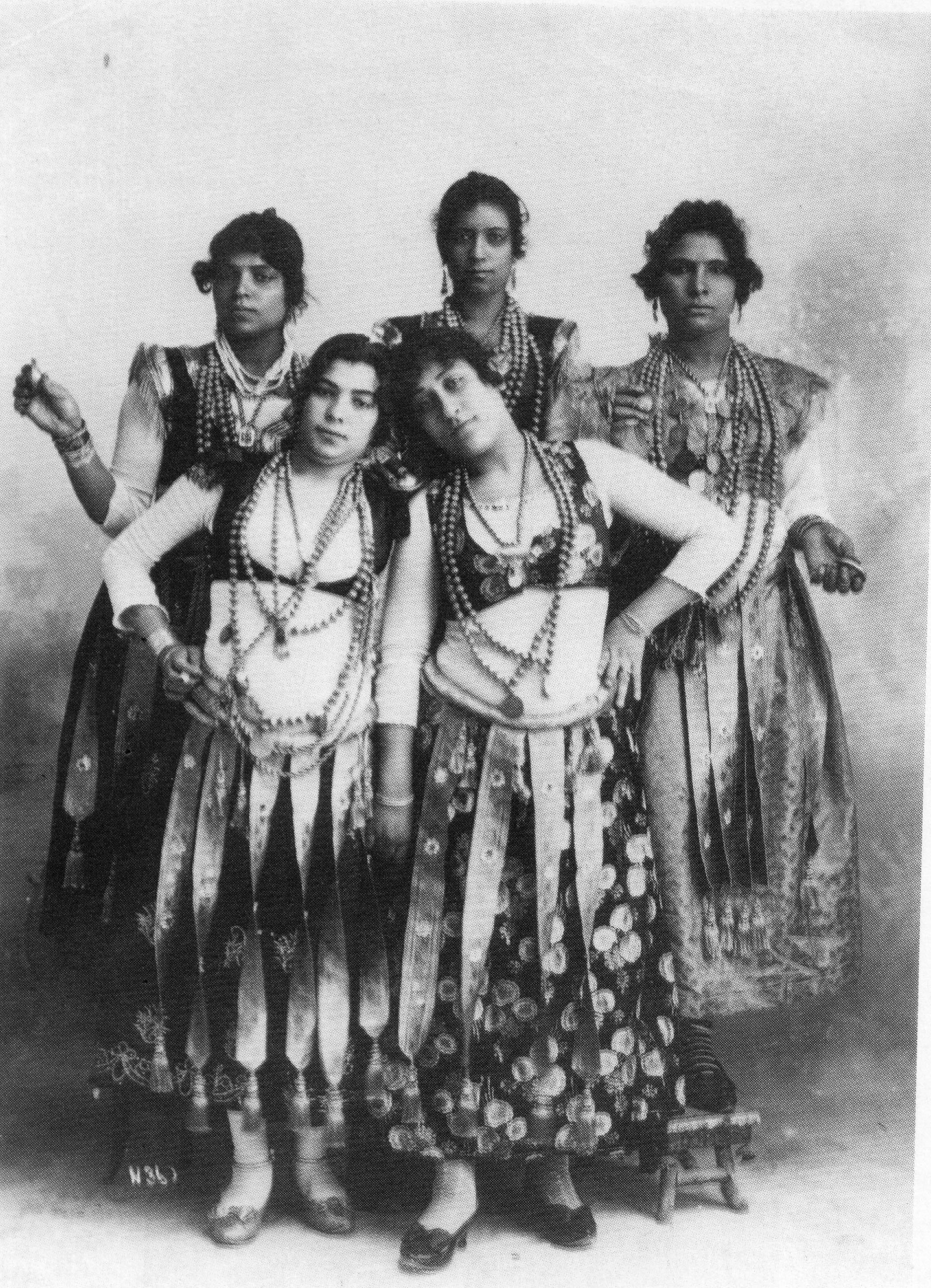
Grupo egipcio de bailarinas ghawazi (c. 1880).

Las Ghawazi (también ghawazee) eran grupos de bailarinas ambulantes en el Egipto otomano y colonial. Primero empezaron entre las gitanas egipcias, luego las ghawzis actuaron y se desarrollaron entre los egipcios rurales o fellahin, desarrollando entonces un estilo más rural y tradicional acompañado por canciones egipcias rurales y los coloridos vestidos de los fellahin convirtiéndose en un tema común del Egipto rural. Con el tiempo, los egipcios del Alto Egipto (Sa'idíes) dominaron y desarrollaron un estilo diferente de la tradicional danza saidi acompañándola de la flauta egipcia mizmar y la ropa femenina tradicional de Quena y el Asiut Telli (árabe egipcio: تلي), un tipo de tejido local muy sedoso. Este estilo egipcio es el más famoso.
Las bailarinas Ghawazee eran bailarinas profesionales egipcias gitanas. A medida que trascurría el siglo XX, estas artistas tradicionales serán cada vez más difíciles de encontrar. Todavía hay movimientos principales y dos escuelas Ghawazee están presentes en el Egipto Moderno; el Banat Mazin de Luxor y el Sumbati Ghawazee del Delta del Nilo. El Banat Mazin es famoso por ser bailado en traje de estilo tradicional. Los sagat (platillos de dedo) son opcionales pero recomendados en el estilo saidi del Alto Egipto.
Mientras el habitual sharqi en el Egipto urbano es más clásico e influido por los estilos y formas occidentales como el ballet clásico o el baile latinoamericano, el término ghawazi en Egipto se refiere a las bailarinas del país que han preservado las formas tradicionales de los siglos XVIII y XIX.

## Nombre

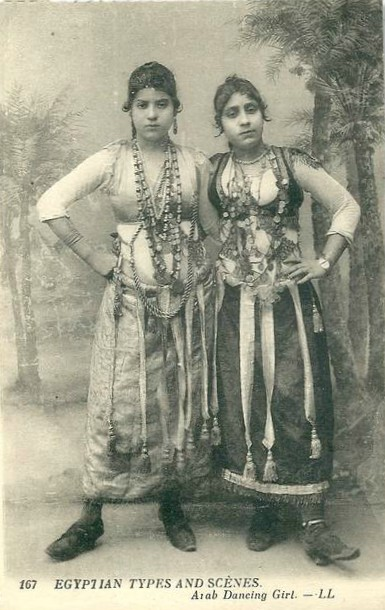
Postal con la fotografía de dos ghawazi posando en traje de baile con el título "escenas y tipos egipcios" (c. 1900).

El árabe غوازي ghawāzī (singular غازية ghāziya) significa "conquistador", porque la ghaziya "conquistaba" los corazones de la audiencia. También se las denominará awālim (singular alma, almeh transliterado al francés como almée), pero en Egipto, Awalim se refiere a las bailarinas tradicionales urbanas, no de las áreas rurales, que actuaban en eventos respetables como bodas, funerales y fiestas de circuncisión de las clases acomodadas.
Ambos términos fueron empleados en el siglo XIX en Occidente como eufemismos para "bailarina erótica"; almeh literalmente significa "mujer erudita" y vino a ser utilizado como sustituto de ghaziya después de que el ghawazi fuera legalmente prohibido en 1834.
Una almeh era originalmente una cortesana en la cultura egipcia medieval y otomana, una mujer educada para cantar y recitar poesía clásica y oratoria. Después de que el ghawazi fuera prohibido, estas se vieron forzadas a fingir que eran de hecho awalim. El término almeh fue introducido en el Orientalismo francés como almée y utilizado como sinónimo  de "bailarina del vientre".

## Historia

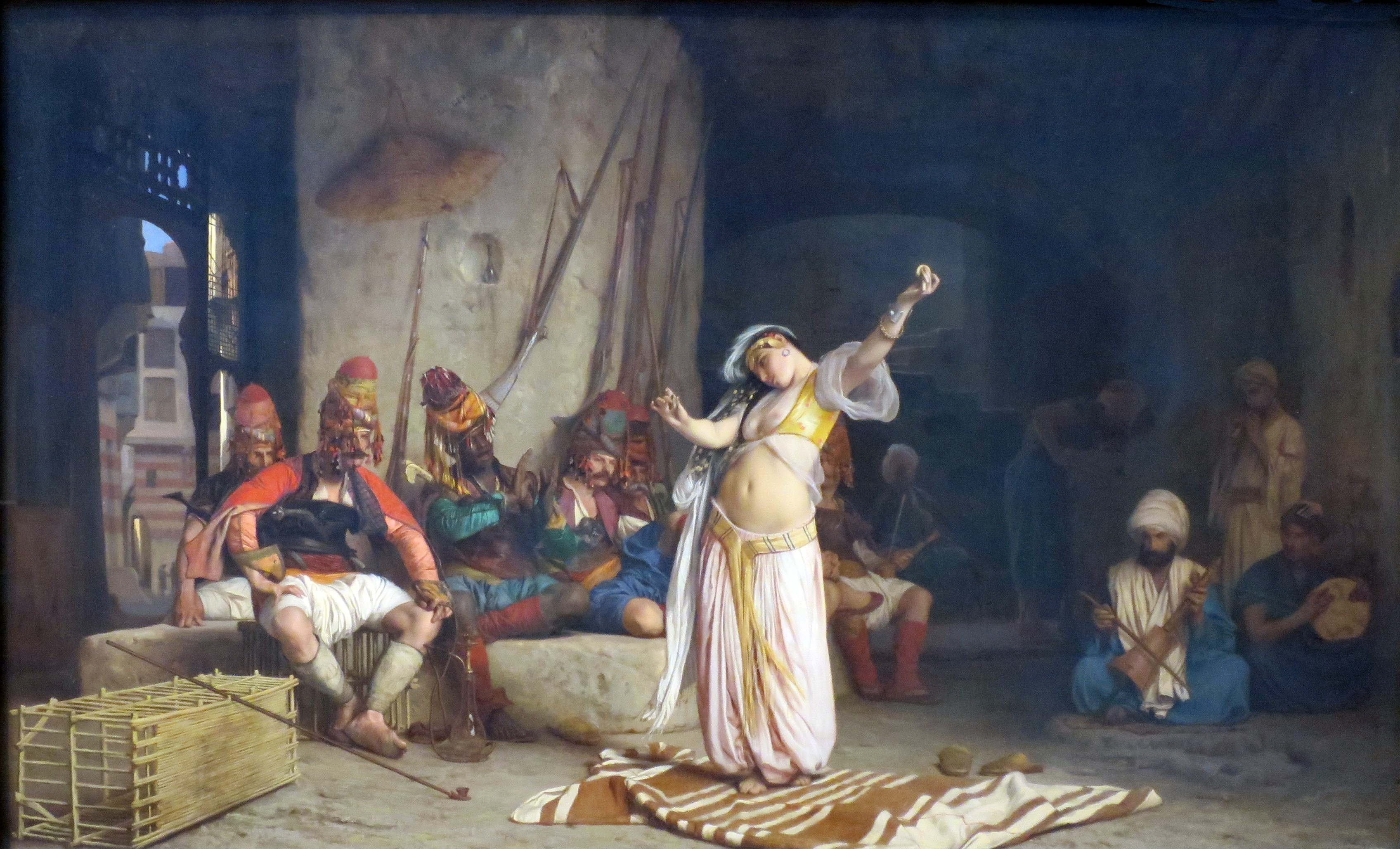
Representación de una ghaziya por Jean-Léon Gérôme (L'Almée, 1863).

En 1834, el ghawazi desapareció de El Cairo por orden de Mehmet Alí, que cedió a las presiones de las autoridades islámicas, y solo pudo desarrollarse desde entonces en el Alto Egipto. Inicialmente, el Ghawazi eran grupos pequeños de gitanas (en árabe, dom o nawar), con una atención especial en su música y estilos de baile. Luego el término incluyó todos los bailes folclóricos egipcios rurales y del Alto Egipto, principalmente acompañados de mizmars, líneas de percusión y demás música egipcia tradicional de fondo.
A principios del siglo XIX, descripciones y representaciones de bailarinas ghawazi se volvieron famosas en el Orientalismo europeo, y el estilo fue descrito en Occidente como danse de ventre o danza del vientre desde la década de 1860.

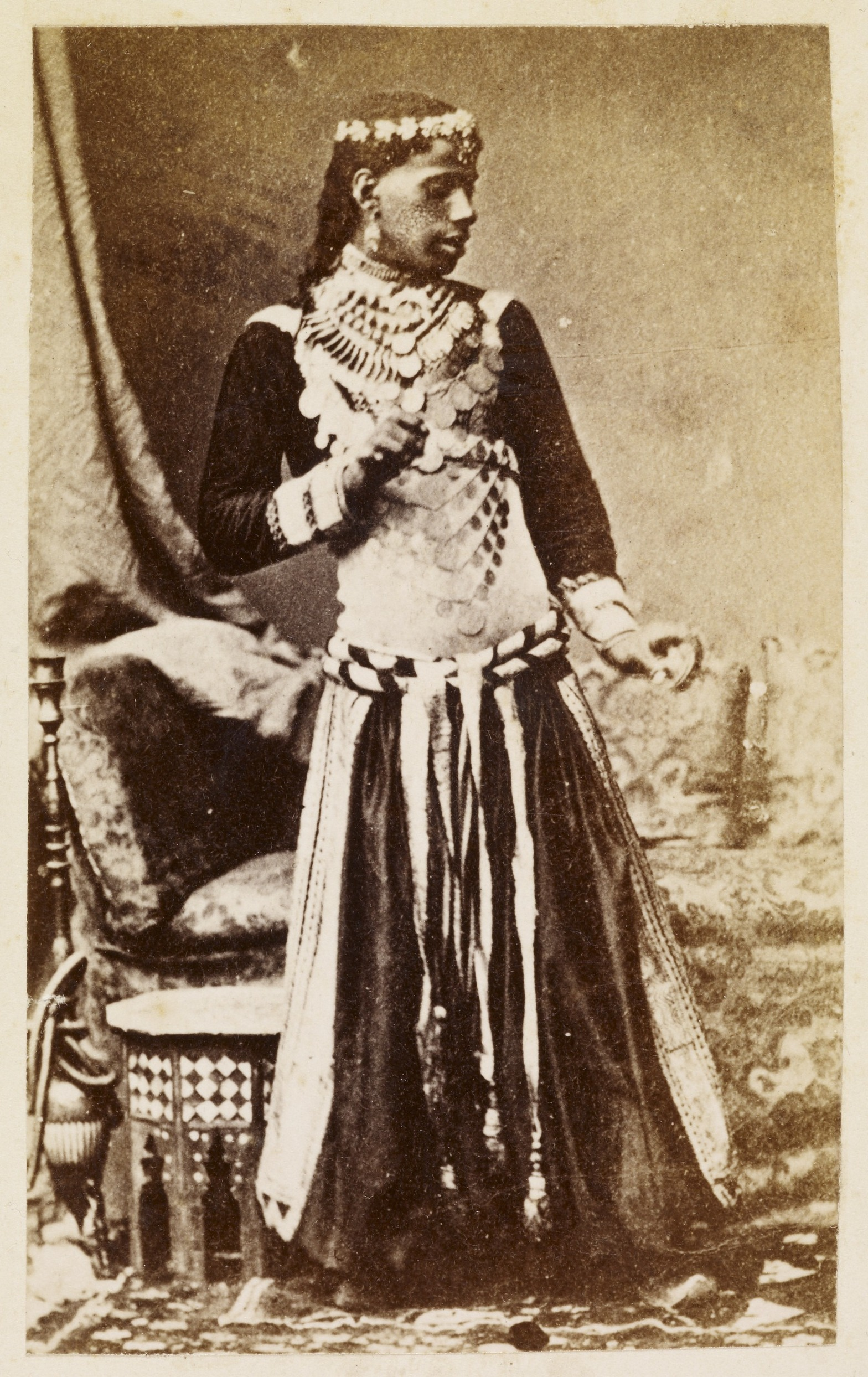
Un khawal (joven bailarín) vistiendo traje de danza ghaziya (c. 1870).

Las primeras ghawazis gitanas actuaban abiertamente en las calles sin velo, "escasos" ropajes y tintineando ajorcas, collares y tobilleras. Los movimientos de cadera rápidos y uso de platillos de dedo de latón, una especie de castañuelas, caracterizaban su baile. Músicos de su tribu normalmente acompañaban la ejecución. Llevaban los ojos perfilados con kohl y sus dedos, palmas y pies teñidos con henna; todo lo cual desafiaba el decoro islámico para una mujer en público, debido a la prescripción coránica de cubrirse y no hacer ruido al andar. Según Lane estas mujeres, bailarinas y prostitutas, eran "las más abandonadas de las cortesanas de Egipto". Las describe como muy hermosas y ricamente vestidas.
Los conjuntos Ghawazi actuaban en el patio interior de una casa, o en la calle, ante la puerta, en ocasiones en el interior del harén durante fiestas. Nunca fueron admitidas en un harén respetable, pero eran frecuentemente contratadas para entretener grupos de hombres en la casa de algún mercader. Tanto mujeres como hombres disfrutaban de este entretenimiento. Sin embargo, las personas más religiosas, o de las clases más altas, las desaprobaban.
A muchas personas les gustaba la danza Ghawazi, pero sentían que era algo impropio debido a ser bailado por mujeres que no deberían exponerse de esa manera. Debido a ello, había un pequeño número de intérpretes masculinos jóvenes llamados khawals. El Khawal era un joven bailarín egipcio que travestido imitaba a las mujeres del Ghawazi y su baile. Eran reconocidos por su aspecto femenino que incluía su baile y uso de castañuelas.

## Practicantes contemporáneos

Huecograbado con la representación de una ghaziya por Gérôme.

Representando fondos históricos diversos, la mayoría del Ghawazi de la región de Quena pertenece a minorías étnicas como los Nawar (o Nawara), Halab y Bahlawen.
Particularmente destaca la familia Banat Maazin, personas de etnia Nawar (gitanos) residentes en Luxor y que fueron filmados en los años 70 y 80. Muchos consideran a la familia Maazin los únicos practicantes actuales descendientes directos de la línea original de bailarines Ghawazi.

## Influencia en la danza del vientre
El estilo de baile y atuendo Ghawazi ha sido especialmente influyente en la elaboración de la danza del vientre moderna. El vestido ghawazi gitano consta de un caftán otomano largo y abierto delante, conocido como yelek o entari. El abdomen está cubierto por la prenda. Pantalones de harén turcos (bombachos) los acompañan. Los caftanes suelen ser largos hasta los tobillos, aunque algunos grupos modernos Ghawazee llevan caftanes más cortos, hasta la rodilla. Las bailarinas Ghawazee a menudo adornan sus cabezas con elaborados tocados y trenzas, acompañándose con frecuencia de zils, o platillos pequeños que son utilizados por los bailarines en muchas formas de bailes tradicionales de Oriente Próximo.
Los trajes llevados antiguamente por los egipcios rurales y del Alto Egipto eran ricos en colores. En el Egipto rural, el vestido de danza femenino tradicional es floral y suelto; las bailarinas suelen escoger colores diferentes, cada una normalmente llevando un color contrastante con su compañera de al lado.
En el estilo del Alto Egipto, las bailarinas llevan el popular vestido Saidi Telli, una prenda negra y brillante tradicional egipcia. Las bailarinas principales se acompañan de música saidi, principalmente la flauta egipcia y canciones tradicionales saidíes que narran historias sobre la belleza de Quena, Asiut, Menia y sus tradiciones.